# IRECO Holding
RISE, Research Institutes of Sweden (tidigare IRECO Holding AB, som texten nedan refererar till) är ett svenskt aktiebolag som fungerar som svenska statens holdingbolag för statens ägande i diverse svenska forskningsinstitut som är organiserade i form av aktiebolag och där svenska staten inte är helägare. IRECO Holding AB bildades 1997 av Näringsdepartementet och KK-stiftelsen, och ägs sedan 1 januari 2007 till 100% av svenska staten. IRECO Holding AB:s ägande ser 2007 ut på följande sätt:
- 47,3% av Swerea, som innehåller institut inom material- och verkstadsteknik
- 60% av Swedish ICT Research, som innehåller institut inom informations- och kommunikationsteknik
- 29% av STFI-Packforsk, som innehåller institut inom fiber-, pappers-, förpacknings- och tryckteknik

Resterande aktier ägs av olika branschorganisationer som representerar näringslivet inom respektive bransch.
Många, men långt ifrån alla svenska teknikinriktade forskningsinstitut med statlig delfinansiering ingår således i "IRECO-gruppen".